# Марія даш Невіш Португальська
Марія даш Невіш Португальська також Марія даш Невіш де Браганса (порт. Maria das Neves de Bragança), повне ім'я Марія даш Невіш Ізабел Еулалія Карлотта Аделаїда Мікаела Габріела Рафаела Ґонзаґа де Паула де Ассіз Інес Софія Романа де Браганса (порт. Maria das Neves Isabel Eulália Carlota Adelaide Micaela Gabriela Rafaela Gonzaga de Paula de Assis Inês Sofia Romana de Bragança), ( 5 серпня 1852 —  15 лютого 1941) — донька скинутого короля Португалії Мігела I та німецької принцеси Адельгейди Льовенштайн-Вертгайм-Розенберг, дружина титулярного короля Франції та Наварри Альфонсо Карлоса де Бурбона.

## Біографія
Марія даш Невіш народилася 5 серпня 1852 року у Кляйнгойбаху. Вона стала первістком для колишнього короля Португалії Мігела I та його дружини Адельгейди Льовенштайн-Вертгайм-Розенберг, з'явившись на світ за десять з половиною місяців після їхнього весілля. Родина згодом поповнилася молодшими дітьмиː Мігелем, Марією Терезою, Марією Жозе, Адельгундою, Марією Анною та Марією Антонією. 
Мешкали вони у замку Бронбах. Батько, маючи буремну молодість, на схилі років став зразковим сім'янином. Жив, оточений спогадами про батьківщину та часто навідуваний португальцями, але більше ніколи не робив спроб повернути собі владу. Дітей виховував у католицькому дусі, намагаючись прищепити ім почуття честі та обов'язку. Адельгейда, на його думку, була втіленням усіх чеснот. Це сприяло тому, що в родині панувала атмосфера поваги та гармонії.

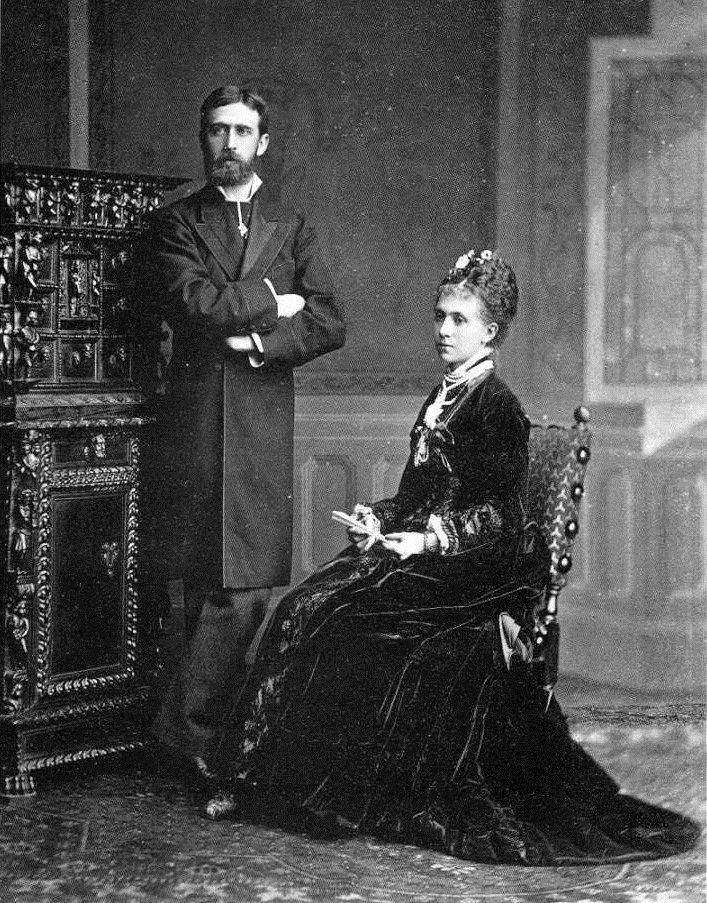
Марія даш Невіш та Альфонсо Карлос

Мігел помер, коли Марії даш Невіш було 14. Матір більше не одружувалася. Батька дітям замінив її брат, Карл Льовенштайн-Вертгайм-Розенберг.
Адельгейда дбала про укладення добрих шлюбних партій для своїх дітей, і у віці 18 років Марія даш Невіш стала дружиною 21-річного герцога Сан-Хайме Альфонсо Карлоса. Вінчання пройшло 26 квітня 1871 у Кляйнгойбаху. Дітей у подружжя не було.
За півроку перед весіллям Альфонсо Карлос бився на стороні Папи Римського під час взяття Рима, будучи у числі папських зуавів. Під час Другої карлістської війни він підтримував свого брата Карлоса та був призначений головнокомандувачем повстанської армії Каталонії. Марія даш Невіш супроводжувала чоловіка під час військових кампаній, в яких він брав участь.
Після поразки карлістського руху подружжя жило в Австрії, де мало замки Пухгайм та Ебенцваер біля Альтмюнстера, а також дім у Відні.
У жовтні 1931 Альфонсо Карлос після смерті Хайме Мадридського став карлістським претендентом на іспанський трон і легітимістським претендентом на трон Франції та Наварри. Він загинув п'ять років потому у дуже похилому віці.
Марія даш Невіш пішла з життя 15 лютого 1941 у Відні. Похована у крипті замку Пухгайм у Аттнанг-Пухгаймі в Австрії.

## Нагороди
- Орден Зіркового хреста (Австро-Угорщина).